# Pyrrhia treitschkei
Pyrrhia treitschkei är en fjärilsart som beskrevs av Frivaldsky 1835. Pyrrhia treitschkei ingår i släktet Pyrrhia och familjen nattflyn. Inga underarter finns listade.